# ムラトリ正典目録
ムラトリ正典目録（ムラトリせいてんもくろく、英:Muratorian Canon）とは2世紀後半に書かれたと推定される新約聖書に収めるべき文書を記した著者不明の文書で、ムラトリ正典表とも呼ばれる。また、18世紀に初めて発見されたラテン語訳写本が完全なものでないために、ムラトリ断片、ムラトリ断章（英:Muratorian Fragment）などとも呼ばれる。

## 写本の発見
この文書に言及した古代の書物は現在にいたるまで知られておらず、イタリアのミラノにあるアンブロジアーナ図書館で当時司書をしていた文献学者のルドヴィーゴ・アントーニオ・ムラトーリが写本を発見し、1740年に出版して初めて知られることになった。
発見された写本は、76葉の皮紙からなるコデックスの一部であり、各葉は縦27センチ、横17センチである。質の良くないラテン語のものではあるが、11、12世紀に作られた別の四つの写本との比較により写本の誤りの一部は明らかとなっている。その成立は7世紀ないし8世紀のものだと推定されている。が、その内容、特にヘルマスの牧者の成立をピウスがローマの司教であった時とし、それを「ごく最近、私たちの時代」とする記述から、西暦155年頃と推定されるピウス1世の死からさほど間のない170年から210年頃に元来はギリシア語で書かれたものだと推定されており、この種の文書としては現在知られている限りでは最古のものとして新約聖書の正典成立史において極めて貴重な文献である。

## 内容
単に文書名を列挙したものではなく、各文書についての解説や評価を述べている。なお、本文書には「新約」ないし「新約聖書」は無論、「正典」という表現もない。表現はまちまちであるが、「教会」ないし「公同の教会」で、「読まれるべき」、「聖化されている」、「受け入れられている」等の表現が用いられている。
本項では取り上げられている文書名を評価別に示す。文書名は基本的に現行のものとした。

### 正典とすべきもの
- マタイによる福音書
- マルコによる福音書

ただし、冒頭部分が欠落しておりこれらの書名は写本にない。しかし、文脈から本来の文書でこれらが列挙されていたことは確実である。
- ルカによる福音書
- ヨハネによる福音書
- 使徒言行録
- パウロ書簡
  - コリントの信徒への手紙一
  - コリントの信徒への手紙二
  - ガラテヤの信徒への手紙
  - ローマの信徒への手紙
  - エフェソの信徒への手紙
  - フィリピの信徒への手紙
  - コロサイの信徒への手紙
  - テサロニケの信徒への手紙一
  - テサロニケの信徒への手紙二
  - フィレモンへの手紙
  - テトスへの手紙
  - テモテへの手紙一
  - テモテへの手紙二
- ユダの手紙
- ヨハネの手紙（2通）[2]
- ソロモンの知恵（旧約聖書の外典）
- ヨハネの黙示録

### 異論があるもの
- ペトロの黙示録
- ヘルマスの牧者

### 除外すべきもの
- パウロの書簡として知られているもの
  - ラオデケア人への手紙
  - アレクサンドリア人への手紙等
- アルシノウスの著作
- ヴァレンティノスの著作
- ミルティアデスの著作
- フリュギア派の創設者であるパシリデスの著作
  - マルキオンのための詩篇